# Inline-Skaterhockey-Bundesliga 2021
Die Saison 2021 war die 26. Spielzeit der Inline-Skaterhockey-Bundesliga, in der zum 35. Mal ein Deutscher Meister ermittelt wurde, nachdem die Saison 2020 aufgrund der COVID-19-Pandemie abgebrochen und kein Meister ausgespielt worden ist. Ausrichter ist die Sportkommission Inline-Skaterhockey Deutschland im Deutschen Rollsport und Inline-Verband. Auch diese Saison blieb beeinflusst von der Pandemie. Die Saison konnte erst am 15. August 2021 begonnen werden. Daher wurde der Modus verändert und ein Absteiger nicht ermittelt. Zum ersten Mal wurde der Crefelder SC Deutscher Skaterhockey-Meister.

## Teilnehmer
| Klub                 | Standort     | Saison 2019                      | Play-offs                        |                                  |
| -------------------- | ------------ | -------------------------------- | -------------------------------- | -------------------------------- |
| Bissendorfer Panther | Wedemark (*) | 8.                               | Viertelfinale                    |                                  |
| Crash Eagles Kaarst  | Kaarst       | 1.                               | Finale                           |                                  |
| Crefelder SC         | Krefeld      | 3.                               | Halbfinale                       |                                  |
| Duisburg Ducks       | Duisburg     | 6.                               | Viertelfinale                    |                                  |
| Düsseldorf Rams      | Düsseldorf   | 11.                              | - (**)                           |                                  |
| HC Köln-West Rheinos | Köln         | 4.                               | Halbfinale                       |                                  |
| Unitas Berlin        | Berlin       | Meister 2. Bundesliga Nord (***) | Meister 2. Bundesliga Nord (***) | Meister 2. Bundesliga Nord (***) |
| Rockets Essen        | Essen        | 2.                               | Deutscher Meister                |                                  |
| Samurai Iserlohn     | Iserlohn     | 7.                               | Viertelfinale                    |                                  |
| TV Augsburg          | Augsburg     | 5.                               | Viertelfinale                    |                                  |

(*) Den Bissendorfer Panthern stand die Wedemark-Sporthalle in Mellendorf in dieser Saison nicht zur Verfügung. Daher wurden alle Heimspiele im rund 230 Kilometer entfernten Iserlohn ausgetragen.
(**) Die Düsseldorf Rams sind in der Saison 2019 aus der 1. Bundesliga abgestiegen, rückten für die Saison 2021 aber nach, weil sich die Commanders Velbert nach der abgebrochenen Saison 2020 aus der Bundesliga zurückgezogen haben.
(***) Meister der 2. Bundesliga Nord in der Saison 2019 wurden offiziell die Red Devils Berlin, die unter diesem Namen auch an der abgebrochenen Saison 2020 teilgenommen haben. Die Vereine Red Devils Berlin und Berlin Buffalos kooperierten einige Jahre. Zur Saison 2021 übertrugen die Red Devils die Bundesliga-Lizenz auf die Buffalos, während die Red Devils in der 2. Bundesliga an den Start gehen. Danach wurde der Name des Bundesliga-Teams in Unitas Berlin geändert.

## Modus
Die 1. Bundesliga geht mit zehn Mannschaften an den Start. Ursprünglich sollte jede Mannschaft in Hin- und Rückspiel auf jede andere Mannschaft treffen. Aufgrund des erst im August möglichen Saisonbeginns wurden die Mannschaften in zwei Fünfergruppen aufgeteilt. Innerhalb der Gruppen traf jede Mannschaft in Hin- und Rückspiel auf jede andere Mannschaft. Die jeweils ersten beiden Mannschaften erreichten die Play-offs, die lediglich im Best-of-Two-Modus (Hin- und Rückspiel) ausgetragen wurden. Bei Punktgleichheit zählt der direkte Vergleich. Ein Absteiger wurde nicht ermittelt. Der Sieger der Play-offs ist Deutscher Meister.

## Vorrunde

### Gruppe A
|    | Mannschaft           | Sp | G | GP | U | VP | V | Tore  | +/− | P  |
| -- | -------------------- | -- | - | -- | - | -- | - | ----- | --- | -- |
| 1. | Samurai Iserlohn     | 8  | 6 | 0  | 0 | 0  | 2 | 73:45 | +28 | 18 |
| 2. | SHC Rockets Essen    | 8  | 5 | 0  | 0 | 0  | 3 | 69:42 | +27 | 15 |
| 3. | Duisburg Ducks       | 8  | 5 | 0  | 0 | 0  | 3 | 61:45 | +16 | 15 |
| 4. | Bissendorfer Panther | 8  | 4 | 0  | 0 | 0  | 4 | 46:45 | +01 | 12 |
| 5. | Unitas Berlin        | 8  | 0 | 0  | 0 | 0  | 8 | 25:97 | −72 | 0  |

### Gruppe B
|    | Mannschaft           | Sp | G | GP | U | VP | V | Tore  | +/− | P  |
| -- | -------------------- | -- | - | -- | - | -- | - | ----- | --- | -- |
| 1. | Crefelder SC         | 8  | 6 | 0  | 0 | 0  | 2 | 80:39 | +41 | 18 |
| 2. | HC Köln-West Rheinos | 8  | 5 | 0  | 0 | 0  | 3 | 72:34 | +38 | 15 |
| 3. | TV Augsburg          | 8  | 4 | 0  | 0 | 0  | 4 | 38:88 | −50 | 12 |
| 4. | Crash Eagles Kaarst  | 8  | 4 | 0  | 0 | 0  | 4 | 62:55 | +07 | 12 |
| 5. | Düsseldorf Rams      | 8  | 1 | 0  | 0 | 0  | 7 | 54:90 | −36 | 03 |

Abkürzungen: Sp = Spiele, G = Siege, GP = Siege nach Penaltyschießen, U = Unentschieden, VP = Niederlage nach Penaltyschießen V = Niederlagen, P = Punkte
Erläuterungen:

## Play-offs
(Modus Hin-/Rückspiel; die besser platzierte Mannschaft hat Heimrecht im entscheidenden Rückspiel)

### Play-off-Baum
|  | Halbfinale | Halbfinale           | Halbfinale |  |  | Finale | Finale               | Finale |
|  |            |                      |            |  |  |        |                      |        |
|  |            |                      |            |  |  |        |                      |        |
|  | A1         | Samurai Iserlohn     | 1          |  |  |        |                      |        |
|  | B2         | HC Köln-West Rheinos | 1          |  |  |        |                      |        |
|  |            |                      |            |  |  | B1     | Crefelder SC         | 1      |
|  |            |                      |            |  |  | B2     | HC Köln-West Rheinos | 1      |
|  | B1         | Crefelder SC         | 1          |  |  |        |                      |        |
|  | A2         | Rockets Essen        | 1          |  |  |        |                      |        |
|  |            |                      |            |  |  |        |                      |        |

### Halbfinale
|                  |   |                      | Gesamt | Hin | Rück      |
| ---------------- | - | -------------------- | ------ | --- | --------- |
| Samurai Iserlohn | – | HC Köln-West Rheinos | 9:10   | 3:6 | 6:4 n. P. |
| Crefelder SC     | – | Rockets Essen        | 22:15  | 6:9 | 16:6      |

### Finale
|              |   |                      | Gesamt | Hin  | Rück |
| ------------ | - | -------------------- | ------ | ---- | ---- |
| Crefelder SC | – | HC Köln-West Rheinos | 17:11  | 11:3 | 6:8  |

## Aufsteiger
Aus den 2. Bundesligen steigen die Rhein-Main Patriots als Meister direkt auf.

## Umbenennung
Der SHC Rockets Essen schließt sich zur kommenden Saison erneut den Moskitos Essen an. Bereits bis einschließlich zur Saison 2007 spielte das Team unter dem Namen Moskitos Essen, ehe es sich selbstständig machte.

## Pokalsieger
Pandemiebedingt wurde der Pokalwettbewerb 2021 abgesagt.